# 곤고부지

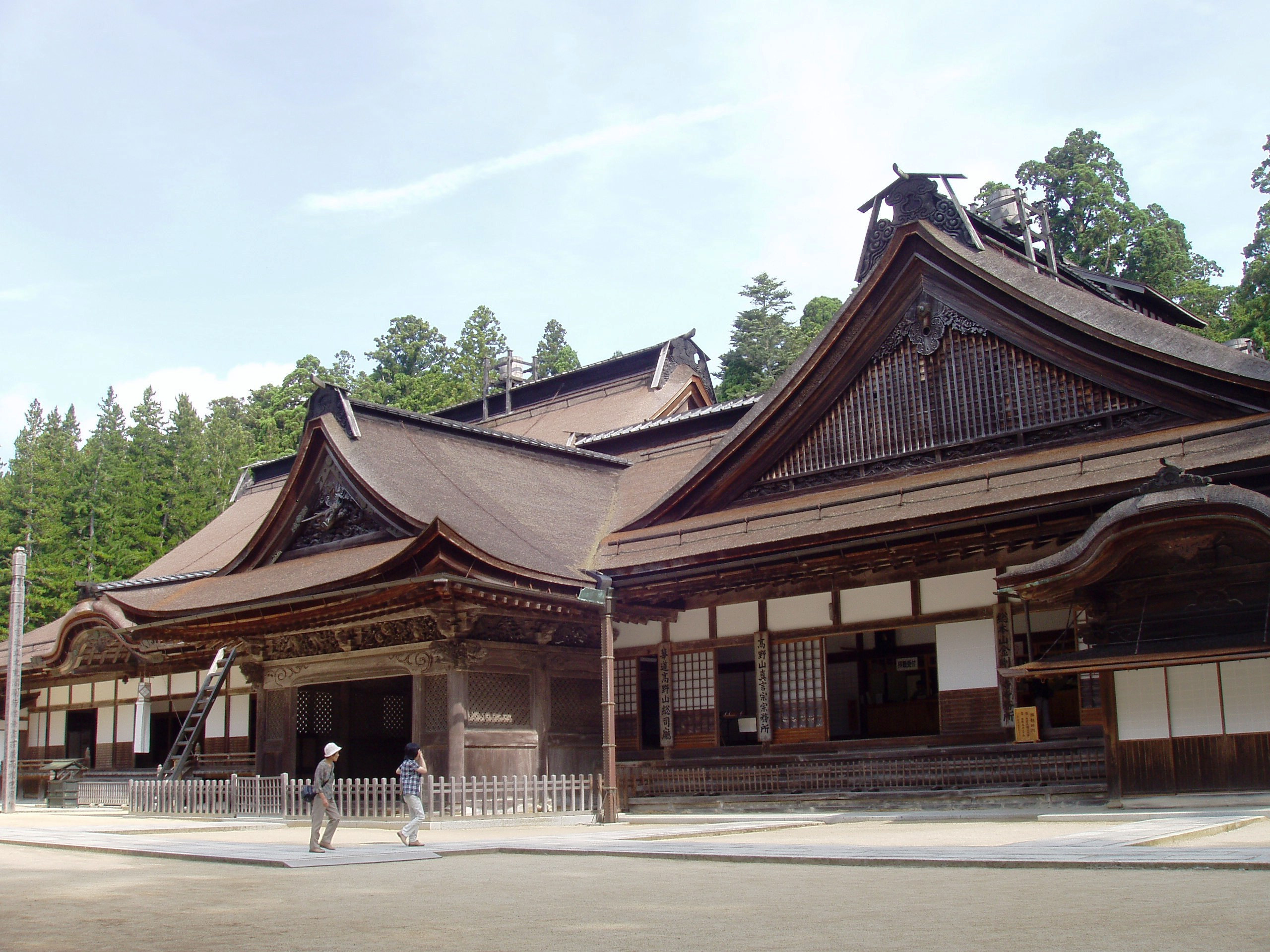
곤고부지

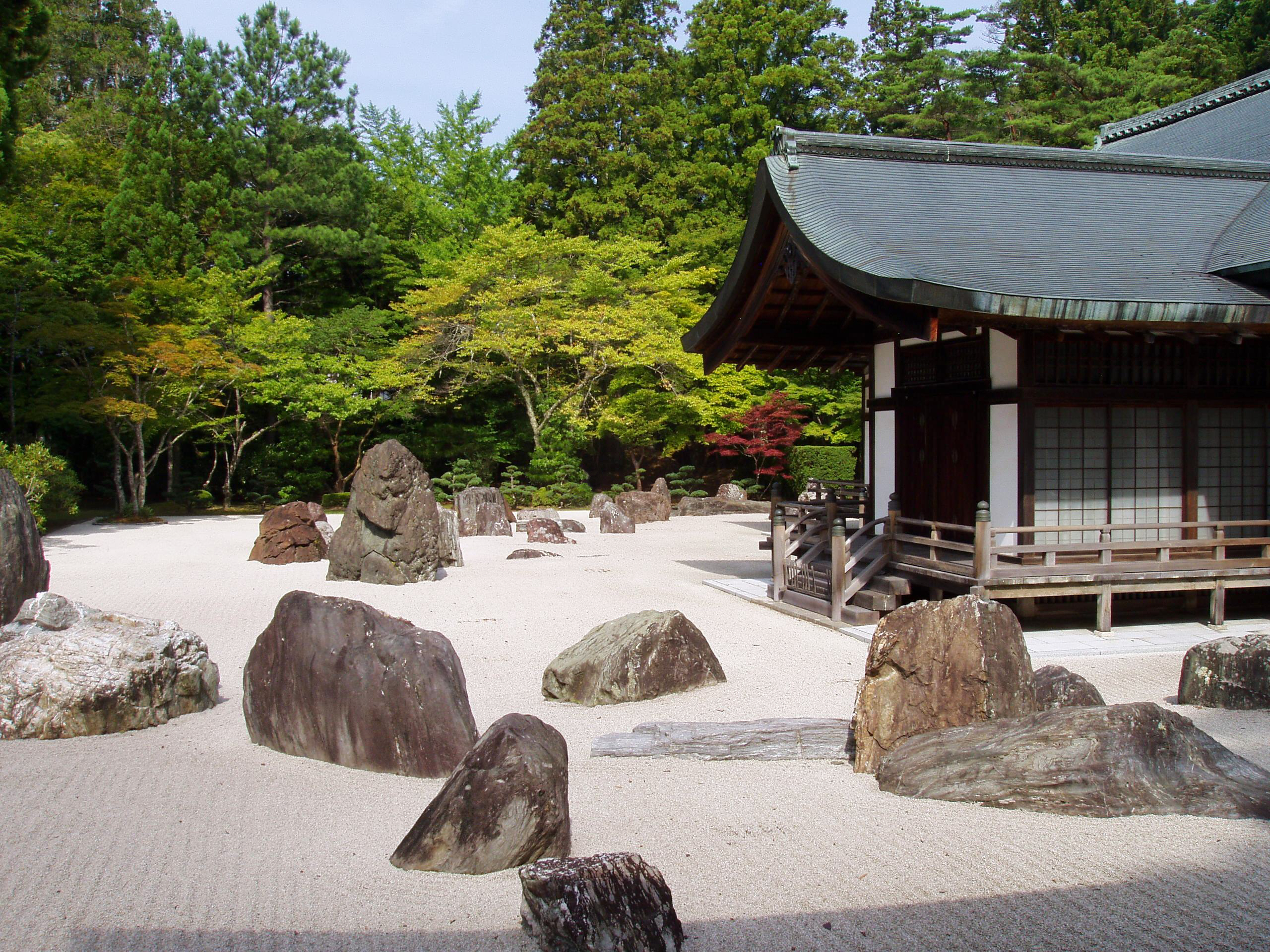
반류정

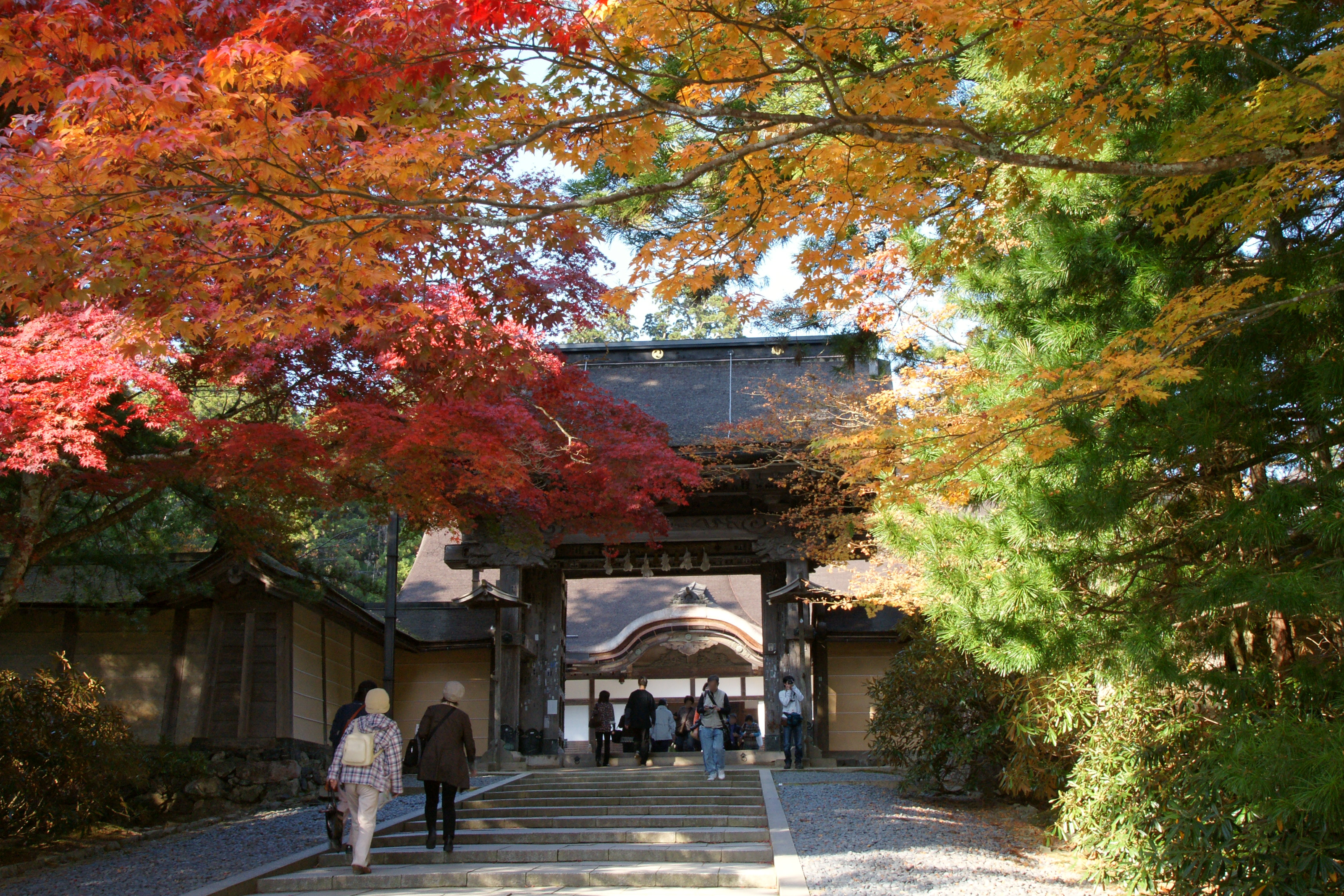
곤고부지 입구

곤고부지(일본어: 金剛峰寺)는 일본 와카야마현 이토군 고야정 고야산에 위치한 사원으로 고야산 진언종의 총본산이다. 곤고부지는 메이지 시대 이후 하나의 사원의 명칭으로 되어있으나 곤고부지의 절에 붙이는 이름이 고야산인 것에서도 알 수 있듯이 고야산 전체와 동의어였다. 기이 산지의 영지와 참예도의 일부로서 유네스코 세계유산으로 지정되어있다.
절은 1593년에 도요토미 히데요시가 자신의 어머니가 사망한 후에 세운 세이간지(青巖寺)에서 시작된다. 이 절은 1861년에 재건되었고 1869년에 현재의 이름을 얻었다.
곤고부지에는 일본 최대의 석정(石庭)인 2,340 m2 넓이의 반류정(蟠龍庭)이 있다. 140개의 화강암의 배열은 구름으로부터 나타난 두 마리의 용이 절을 보호하고 있음을 나타낸다.

## 같이 보기
- 일본의 관광